# Stictopisthus angustatus
Stictopisthus angustatus là một loài tò vò trong họ Ichneumonidae.